# Shimano Nexus

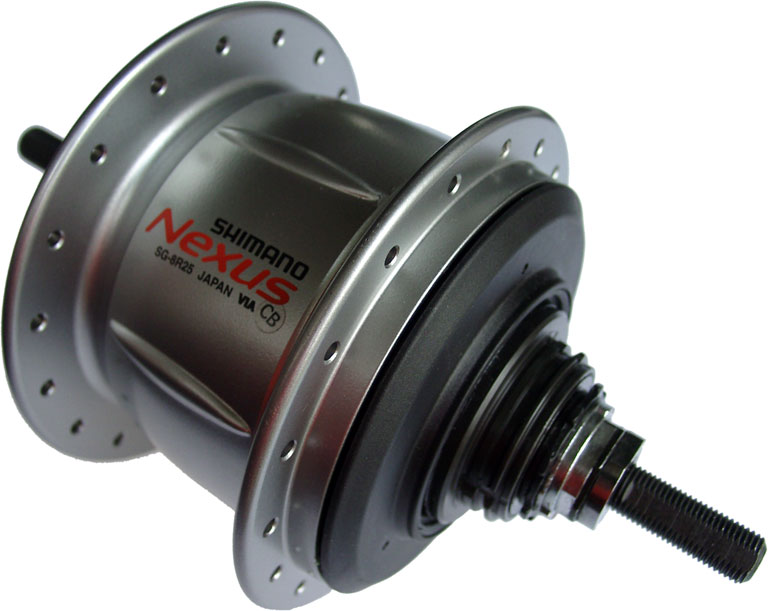
Велосипедна втулка Shimano Nexus Inter 8 без допоміжних компонентів.

Shimano Nexus — бренд, під яким випускаються запчастини для велосипедів, такі як планетарна передача, cranksets, манетки, brake levers, hub brakes, hub dynamos та ЦПУ для автоматичного перемикання передач. Серія в першу чергу спрямована на "комфортний" ринок, такий як міські пасажири та туристи, і тому не витримують умов позашляховиків або гірських велосипедів. Внутрішні шестерні Nexus з вільним обертом сумісні з "роликовим гальмом" Shimano, його версією барабанного гальма, але не з дисковим гальмом Shimano, що використовується з висококласними внутрішніми шестернями Shimano Alfine.

## Історія
У 1995, Shimano випустив свою лінійку Nexus семи- і чотири-швидкісних втулок. У них був новий поворотний привід, у якому відмовилися від зовнішніх виступаючих елементів перемикання передач на задньому колесі. Крім того, редуктори могли зміщуватися при помірних навантаженнях педалей. До цього Shimano виготовив три концентратори швидкості, і ці концентратори були на той момент переробленими Nexus. На початку 2000-х років було введено 8-ти ступінчасте колесо Nexus з двоступеневими планетарними серіями, встановленими нижче один за одним. Втулка регулювалася за допомогою поворотного перемикача. До листопада 2006 року Nexus мав кілька моделей (Inter 3, Inter 7 та Inter 8), що забезпечують відповідно 3, 7 та 8 швидкостей.

## Внутрішні зубчаті передачі

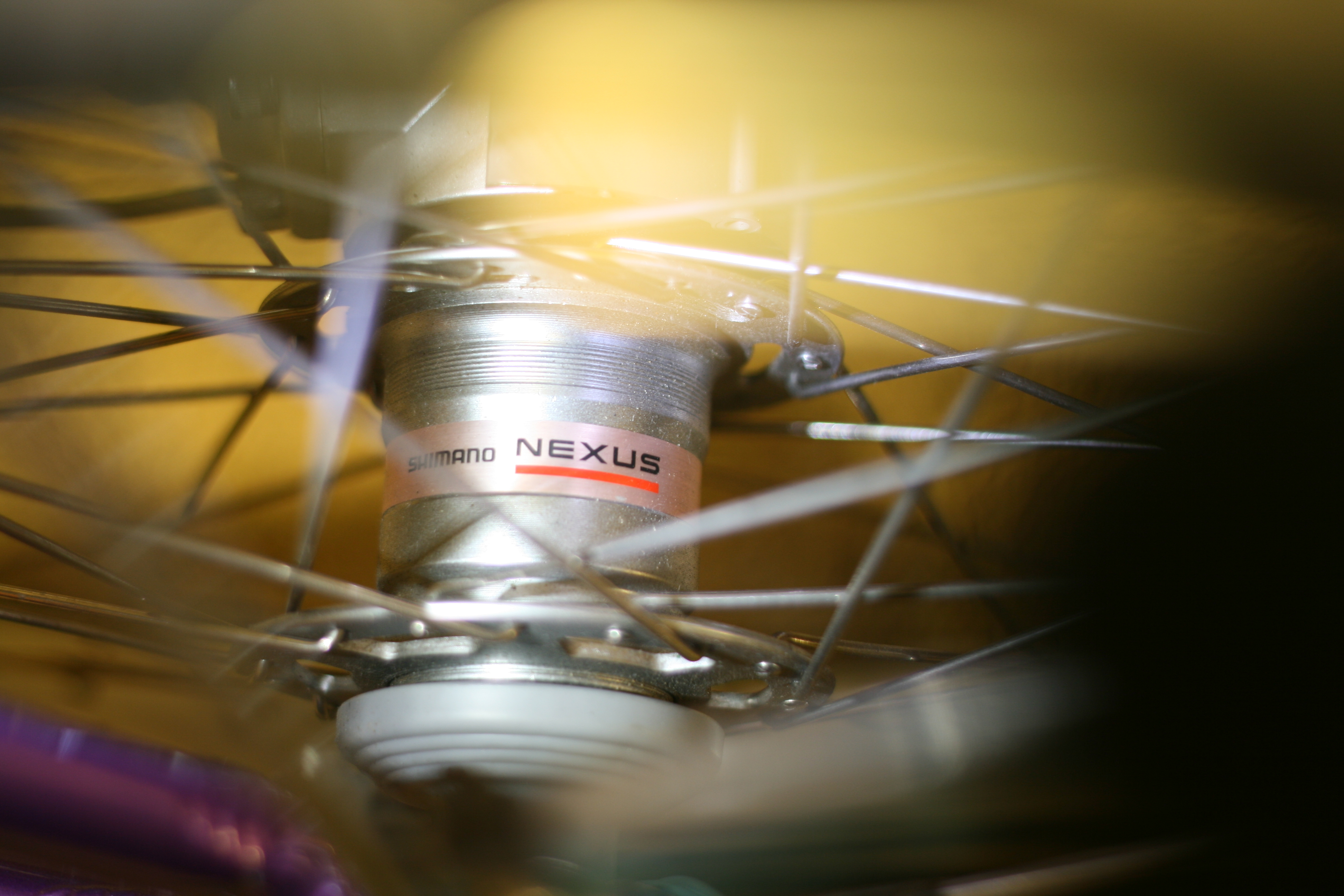
Shimano Nexus Inter 3 встановлений на колесі.

Inter 3 - This hub has three speeds with 36% intervals and an overall gear range of 186%. It weighs 1220 grams stripped in its basic version (without built-in brake). Other versions include coaster, roller or disk brake. Starting from around 2011 Shimano offers a model with a rotary shifting mechanism similar to the one originally developed for the Inter 7 instead of the push rod/bell crank mechanism.
Auto 3 - The hub is fitted with a 3 speed automatic gear system, which utilizes a front hub dynamo to power a CPU that automatically changes the three speed internally geared hub. A similar system was built for the nexus 4.
Inter 4 - Nexus Inter 4 hubs had four speeds, but the same 186% range as the Inter 3. It only geared up, so a relatively large rear sprocket was necessary to give a reasonable development when combined with a normal front sprocket. It has been discontinued and spare parts have become hard to source.
Inter 5 - Apparently in 2012 Shimano has started making Nexus Inter 5 hubs. A forum discussion contains a link to one of two parts lists at Shimano. Range reportedly 0.75 to 1.545 for a total range of 206%. A glance on the Web confirms: Pricing seems to be near Inter 3, availability in the US seems limited. The Shimano 2013-2014 Products Line-Up Chart shows For Japanese market.
Inter 7 - Inter 7 поставляється в двох варіантах: зі сталевим або алюмінієвим корпусом, вагою 1860 і 1460 грам відповідно, останній - дорожчий, але за досить розумною ціною. The gear mechanisms are operated with a Revo Twist Shifter or a simple non-ratcheting trigger shifter and are identical in the two versions, offering a range of 244% with non-even interval percentages of 17,14,17,16,17,16.
Inter 8 - The Inter 8 has interval percentages between the gears of 22,16,14,18,22,16,14, and a total range of 307%, comparable to a road bike derailleur gear systems, but as the other Nexus products, it is designed and intended for urban commuter use. The hub comes in a variety of versions, weighing between 1550 and 2040 grams stripped. The newest high end models are internally very similar to the Alfine model. The Inter 8 is more tolerant of shifting under load than the Inter 7.

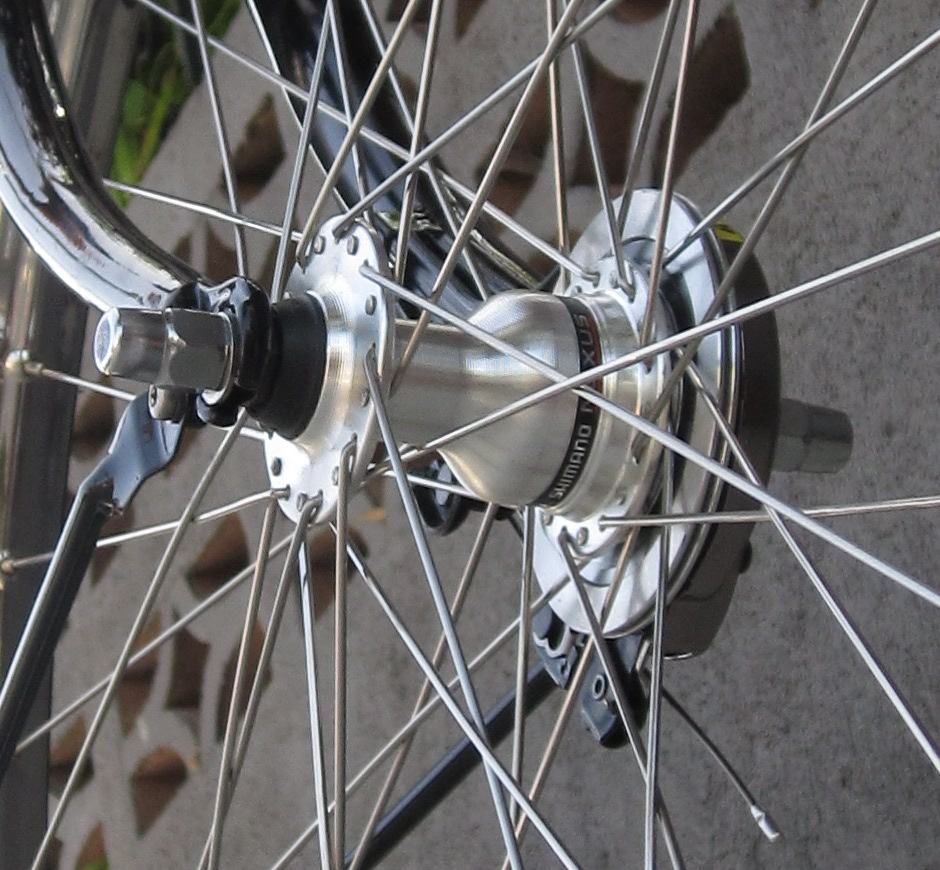
Передня втулка Nexus з прикріпленим барабанним гальмом.

## Роликові гальма
"Роликове гальмо", винайдене "Шимано", працює як барабанне гальмо, але встановлене на бік втулки за допомогою спеціального кріплення. Для забезпечення кращого охолодження роликове гальмо поставляється з вбудованим охолоджувальним диском.